# Winnie Harlow
Chantelle Brown-Young, conosciuta anche con il nome Winnie Harlow (Toronto, 27 luglio 1994) è una supermodella e attivista canadese.

## Biografia
Winnie Harlow è nata nel 1994 a Toronto in Ontario, da Lisa Brown e Windsor Young, di origini giamaicane, e ha due sorelle. All'età di quattro anni le è stata diagnosticata la vitiligine, una condizione cronica caratterizzata da una depigmentazione di porzioni di pelle. Harlow è stata vittima di bullismo da parte di altri bambini. Le molestie verbali l'hanno costretta a cambiare scuola diverse volte e successivamente ad abbandonare la scuola superiore, fino ad arrivare all'idea del suicidio.
Winnie Harlow è stata scoperta da Tyra Banks su Instagram e in seguito è diventata una delle quattordici finaliste della ventunesima edizione del America's Next Top Model nel 2014. È stata eliminata nella seconda settimana delle finali e ha partecipato ad un concorso separato chiamato «the comeback series» dove ha continuato a partecipare ai servizi fotografici dell'edizione insieme agli altri concorrenti eliminati nel tentativo di tornare in competizione. Dopo aver completato la serie di rimonta, si è scoperto che aveva ricevuto il punteggio medio più alto del pubblico, ed è stata riammessa alla gara. È stata ancora una volta eliminata nella tredicesima puntata, aggiudicandosi il sesto posto. «Dopo che Tyra mi ha offerto questa opportunità, è stata la mia ora», ha detto Harlow.

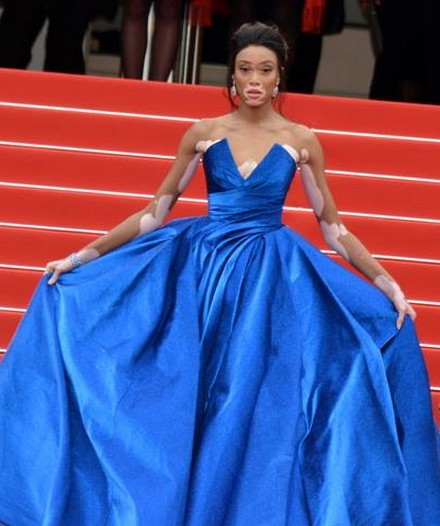
Winnie Harlow al Festival di Cannes nel 2017.

Dopo la sua eliminazione dal America's Next Top Model, Winnie Harlow ha posato come modella per il marchio di abbigliamento spagnolo Desigual divenendo la ragazza immagine del loro marchio. Nel settembre 2014 ha sfilato e chiuso per il marchio di abbigliamento Ashish per la loro collezione primavera-estate del 2015 alla Settimana della moda di Londra. Ha posato per riviste di moda come I-D e Dazed, e per il sito web di moda Showstudio.com. Nel 2015 Winnie Harlow ha lavorato come modella per il marchio di abbigliamento italiano Diesel, per la collezione primavera-estate del 2015, ed è stata fotografata dal fotografo di moda britannico Nick Knight.
Ha lavorato per le edizioni spagnole e italiane della rivista Glamour ed è apparsa nell'edizione dell'agosto/settembre 2015 della rivista Complex. Inoltre è apparsa nel numero di agosto 2015 della rivista Cosmopolitan. È apparsa anche sul sito di Vogue Italia in un'intervista e un servizio fotografico di accompagnamento. Nel mese di agosto 2015, Harlow ha posato per la copertina del numero di settembre della rivista Ebony, dove è apparsa al fianco dell'ex concorrente del America Next Top Model Fatima Siad. Nel 2016, Harlow è apparsa in uno spot della bevanda Sprite, e anche in una campagna per Swarovski. Mentre Drake cita il suo nome nella canzone Signs.
Il 10 giugno 2018 nel corso del GP del Canada di Formula 1 sventola la bandiera a scacchi, seguendo un'istruzione errata, con un giro di anticipo, equivoco che avrebbe potuto comportare gravi conseguenze per la classifica. Nel 2018 ha sfilato durante il Victoria's Secret Fashion Show.

## Filmografia

### Attrice

#### Serie televisive
- Access Hollywood (2014)
- America's Next Top Model (2014)
- Prominent! (2015)
- What Would You Do? (2015)
- RuPaul's Drag Race – reality show, episodio 12x07 (2020)

#### Video musicali
- JMSN – The One (2014)
- Eminem feat. Sia – Guts Over Fear (2014)
- Beyoncé – Lemonade (2016)
- Calvin Harris feat. Sam Smith – Promises (2018)

### Doppiatrice
- Eyes of Wakanda – serie animata (2025)